# Cyathea superba
Cyathea superba är en ormbunkeart som beskrevs av Karel Domin. Cyathea superba ingår i släktet Cyathea och familjen Cyatheaceae. Inga underarter finns listade.